# Estació de Minami-Senju
L'Estació de Minami-Senju (南千住駅 Minami-Senju-eki, "Estació de Senju sud") és una estació de ferrocarril en el barri de Minami-Senju, al districte d'Arakawa, Tòquio.

## Línies
- JR Est: Línia Jōban.
- Metro de Tòquio: Línia Hibiya (H-20)
- Metropolitan Intercity Railway: Tsukuba Express

## Ubicació
L'estació es troba al barri de Minami-Senju, en concret a Minami-Senju 4, al districte d'Arakawa però també als limits amb el districte de Taitō. Prop de l'estació es troba la zona de Sanya.

## Edifici
En ser una estació intermodal on conviuen diferents línies de diferents empreses (JR, estatal; Metro, prefectural i Tsukuba Express, privada) no és tracta només d'un edifici, sinó que en realitat són diferents edificis connectats entre ells. Cada línea té un edifici pròpi i es necessita travessar el carrer per arribar a les altres terminals.

## Línies i estacions adjacents
| JR Est              |                    |
| Mikawashima (JJ-03) |                    |
| Línia Jōban (Ràpid) | Kita-Senju (JJ-05) |
| Línea Jōban         | Kita-Senju (JJ-05) |
| Metro de Tòquio     |                    |
| Minowa (H-19)       |                    |
| Línea Hibiya        | Kita-Senju (H-21)  |
| Tsukuba Express     |                    |
| Asakusa (03)        |                    |
| Rapid               | Kita-Senju (05)    |
| Commuter Rapid      | Kita-Senju (05)    |
| Semi Rapid          | Kita-Senju (05)    |
| Local               | Kita-Senju (05)    |